# Dipterocarpàcies
Les dipterocarpàcies (Dipterocarpaceae) són una família de plantes amb flors de l'ordre Malvaceae. Les dipterocarpàcies són arbres generalment de grans dimensions, sovint majestuosos, amb troncs massius. Normalment mesuren entre 40 i 70 m d'alçada màxima, amb alguns gèneres ultrapassant els 80 m, com Dryobalanops, Hopea
i Shorea, amb un rècord registrat en l'espècie Shorea faguetiana de 88,3 m.
Reben llur nom (grec antic di = dos, pteron = ales i karpos = fruit) a causa de les dues ales que tenen les llavors.
Es troben en les regions tropicals, específicament en els boscos húmits de la zona indo-malaia (Indonèsia i Malàisia). La seva distribució és a les zones tropicals del planeta, amb la concentració més gran d'espècies a Borneo, especialment al nord de l'illa (Brunei, Sabah i Sarawak). Aquests arbres es valoren molt a causa de la seva fusta, olis essencials, bàlsams i resines. Actualment la majoria de les dipterocarpàcies es troben amenaçades a causa de la desforestació massiva de certes regions tropicals de la terra.

## Taxonomia
La família compta amb unes 500 espècies distribuïdes en 17 gèneres. Generalment les dipterocarpàcies es divideixen en tres subfamílies.
Alguns autors inclouen també les plantes acceptades com a pertanyents a la família Monotoideae per altres. En aquest cas les Dipterocarpàcies comptarien amb dos subfamílies addicionals:
- Marquesia i Monotes de l'Àfrica i Pseudomonotes de l'Amèrica del Sud.
- Pakaraimaea, de la Guaiana Francesa

La classificació filogenètica situa aquesta família a l'ordre de les Malvales.